# Sommer-Magnolie

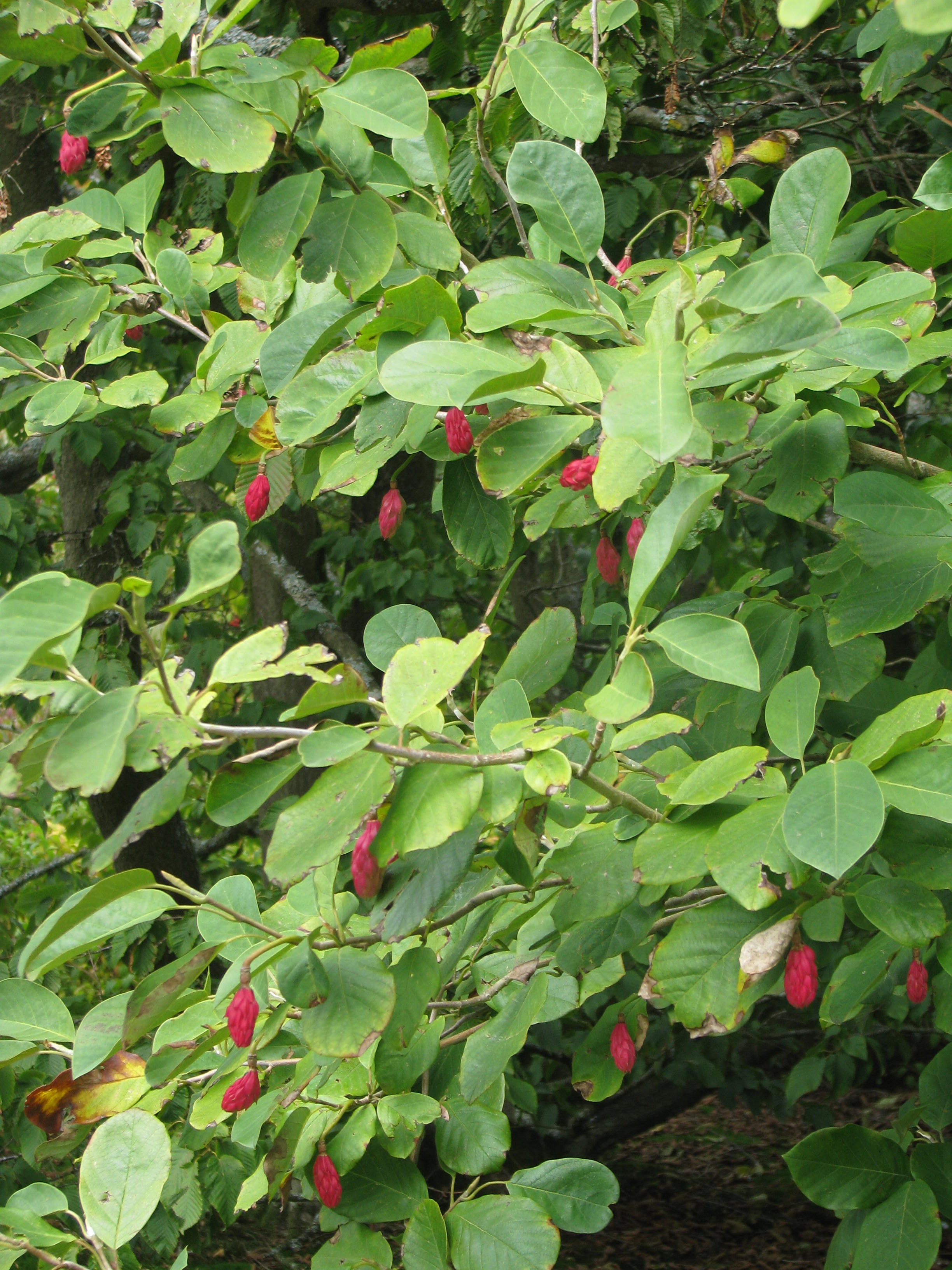
Fruchtstand

Die Sommer-Magnolie (Magnolia sieboldii), auch Siebolds Magnolie genannt, ist eine Pflanzen-Art aus der Gattung der Magnolien (Magnolia). Dieser laubabwerfende Strauch stammt aus Ostasien und wird in den gemäßigten Gebieten gelegentlich als Ziergehölz verwendet.

## Beschreibung
Die Sommer-Magnolie ist ein großer, sommergrüner Strauch oder kleiner Baum, der eine Wuchshöhe bis zu 10 Meter erreicht. Der Stamm verzweigt sich kurz über dem Boden und bildet eine trichterförmige, weit ausladende Krone. Die jungen Zweige sind grau-braun und behaart, ältere Äste sind kahl und besitzen eine hellgraue Rinde.
Die wechselständigen, ledrigen, ganzrandigen, kurz gestielten Laubblätter werden 9 bis 15 Zentimeter lang und etwa 4 bis 9 Zentimeter breit. Die Blattform ist verkehrt-eiförmig bis rundlich, elliptisch. Die Blattspitze läuft kurz spitz aus, der Blattgrund ist spitz bis abgerundet und öfters leicht herzförmig. Unterseits sind die Blätter bläulich „bereift“ und mit Haaren besetzt. Die Nebenblätter sind auf der halben Länge des Blattstiels mit diesem verwachsen.
Die duftenden Blüten erscheinen kurz nach dem Laubaustrieb im Mai bis Juni. Die Blüten entfalten sich aus einzeln an den Enden der Zweige stehenden Knospen und erreichen 7 bis 10 Zentimeter im Durchmesser. Der behaarte Blütenstiel misst 3 bis 7 Zentimeter, die Blüten sind zur Seite geneigt oder hängen nach unten. Die Blütenorgane der zwittrigen Blüte sind schraubig angeordnet. Es sind neun weiße Blütenhüllblättern (Tepalen) vorhanden. Die äußeren drei Blütenhüllblätter sind größer und an der Basis abgerundet, während die inneren sechs an der Basis auffallend schmal sind. Im Zentrum der Blüte befinden sich zahlreiche rosa bis violett-rot gefärbte Staubblätter und zahlreiche grüne Stempel. Die entstehende ellipsoide, 2 bis 7 Zentimeter lange Sammelbalgfrucht ist zuerst grün und färbt sich später rot. Die Samen sind von einer roten Sarkotesta umgeben.
Die Chromosomenzahl beträgt 2n=38.

## Verbreitungsgebiet
Die Sommer-Magnolie stammt aus Ostasien, sie kommt von Japan (Honshū, Shikoku und Kyushu) über Korea bis in den Nordosten Chinas vor. Verwandte Arten, die ebenso in China vorkommen, sind weiter im Südwesten verbreitet und vom Areal der Sommer-Magnolie weit getrennt.

## Verwendung
Die Sommer-Magnolie wird gelegentlich als Ziergehölz verwendet. Sie wurde um 1865 nach Europa eingeführt. Durch die recht späte Blüte und eine große Winterhärte kann sie in Gebieten kultiviert werden, in denen bei früher blühenden Magnolien die Blütenknospen erfrieren. Nur wenige Sorten und Hybriden wurden ausgelesen:
- 'Genesis' – Tetraploide Form mit dickeren Blütenblättern.
- 'Kwanso' – Diese Sorte besitzt eine höhere Anzahl an Blütenblättern.
- 'Minor' – In allen Teilen kleinere Sorte.
- 'Variegata' – Blätter weiß panaschiert.
- Magnolia ×wieseneri → Magnolia hypoleuca × Magnolia sieboldii – Schon 1890 beschrieben, diese Kreuzung kommt gelegentlich in Japan natürlich vor.
- 'Charles Coates' → Magnolia sieboldii × Magnolia tripetala – 1946 im Royal Botanical Garden in Kew entstanden.

## Systematik
Innerhalb der Gattung Magnolia wird die Sommer-Magnolie in die Untergattung Magnolia, dort in die Sektion Rhytidospermum und Subsektion Oyama eingeordnet. Die Subsektion Oyama enthält noch die nahe verwandten Arten Magnolia globosa und Magnolia wilsonii. Diese werden ebenfalls als Sommer-Magnolien bezeichnet, sind aber in Europa noch seltener anzutreffen. Pflanzen der Sommer-Magnolie aus Japan werden der Unterart Magnolia sieboldii ssp. japonica K.Ueda zugeordnet. Sie unterscheiden sich durch hellere Staubblätter und eine geringere Größe. Aus Zentral-China stammende Pflanzen werden gelegentlich als Magnolia sieboldii ssp. sinensis (Rehder & E.H.Wilson) Spongberg bezeichnet, aber auch Magnolia globosa zugeordnet oder als eigene Art Magnolia sinensis geführt. Synonyme für Magnolia sieboldii K.Koch sind: Magnolia parviflora Sieb. et Zucc., Magnolia oyama Kort, Magnolia verecunda Koidz. Das Artepitheton sieboldii ehrt Philipp Franz von Siebold (1796–1866).
Es werden drei Unterarten unterschieden:
- Magnolia sieboldii subsp. japonica K. Ueda: Natürliche Vorkommen gibt es im zentralen und südlichen Japan sowie in China in Anhui und Guangxi.[2] Es ist ein niederer Strauch dessen Blüten sechs Blütenhüllblätter und grünlich- weiße Staubblätter enthalten.
- Magnolia sieboldii subsp. sieboldii: Natürliche Vorkommen gibt es in China und Korea.[2] Die Bäume oder großen Sträucher, ihre Blätter sind mit selten über 16 cm kleiner als bei den anderen Unterarten und sie haben Blüten mit neun bis zwölf Blütenhüllblättern und rötlichen bis purpurfarbenen Staubblättern.
- Magnolia sieboldii subsp. sinensis (Rehder & E.H. Wilson) Spongberg: Natürliche Vorkommen gibt es im südwestlichen China (Sichuan).[2] Sie unterscheidet sich durch größere Blätter (meist etwa 22 cm) von den anderen Unterarten.

## Symbolik
Die Magnolie ist ein Nationalsymbol Nordkoreas. Speziell die Sommer-Magnolie ist ein häufig verwendetes Motiv, beispielsweise als Wasserzeichen auf den Won-Scheinen sowie als Hauptmotiv auf der Vorderseite des 100-Won-Scheines von 2008. Beim Denkmal für die Wiedervereinigung in Pjöngjang war die Karte des wiedervereinigten Korea von Sommer-Magnolien eingerahmt.